# Grubenschreiber
Der Grubenschreiber war früher ein Vorarbeiter in einem Bergbaubetrieb. Anders als die anderen Schreiber (z. B. der Berggegenschreiber oder der Rezessschreiber) war er nicht als Bergbeamter beim Bergamt angestellt, sondern stand in den Diensten der Gewerken und wurde auch von ihnen bezahlt. 

## Aufgaben und Befugnisse
Der Grubenschreiber war für die Arbeitszeitverwaltung der Grubenarbeiter sowie für das Abbaumanagement verantwortlich. Er hatte darauf zu achten das die Arbeiter ihre Arbeiten sorgfältig versahen und ihre volle Schicht verfuhren. Er musste die Arbeiter namentlich in einem Buch verzeichnen, welches er zu Monatsende an das Berggericht weiterzugeben hatte. In das Buch verzeichnete ebenfalls die Schichtzeit und den Lohn. Um diesen Aufgaben gerecht zu werden, musste er ebenso wie der Hutmann täglich in die Grube einfahren. Ebenso musste er bis spätestens acht Tage nach der Buchabgabe den Arbeitern mitteilen, von welchen Gewerken sie ihren Lohn beziehen können, er selbst verdiente 56 Kreuzer pro Woche.